# Bulbophyllum chikukwa
Bulbophyllum chikukwa é uma espécie de orquídea (família Orchidaceae) pertencente ao gênero Bulbophyllum. Foi descrita por Fibeck e Mavi em 2000.